# 埼玉県立福岡高等学校
埼玉県立福岡高等学校（さいたまけんりつ ふくおかこうとうがっこう）は、埼玉県ふじみ野市福岡に所在した公立の高等学校。
跡地はふじみ野市第2運動公園として整備された。

## 設置学科
- 普通科

## 沿革
- 1973年 - 開校。初代校長は今村広一[1]。
- 2009年 - 埼玉県教育委員会が、県立高等学校「後期再編整備計画」案として埼玉県立大井高等学校との統合を発表。
- 2010年 - 上記の統合を控え、この年の入学生を最後に以後の生徒募集を停止。
- 2013年 - 閉校。
- 2013年 - 2校の統合により、埼玉県立ふじみ野高等学校が大井高等学校の位置に開校。

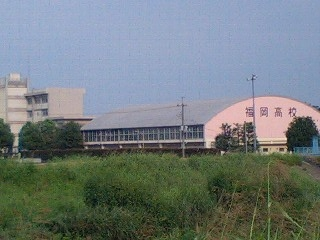
新河岸川土手から撮影

## クラブ
- 硬式野球部
  - 1992年はベスト16進出、その年の春の大会では春日部共栄に勝利。1997年の県予選ではベスト8進出。大学野球で活躍をする卒業生も多かった。

- バスケットボール部
  - 人数が少ないため男女共有

- テニス部　
  - 西部地区大会第4位・県大会出場経験有

## おもな卒業生
- 星野おさむ（元プロ野球選手）
- 新田恵利（タレント）
- 高城剛（クリエイター）
- いいむれまさき（元グラビアアイドル）
- 中村祐也（サッカー選手）
- ゆみみ (お笑い芸人)

## アクセス
- JR・東武・埼玉新都市交通大宮駅西口より西武バス（所沢駅行き）下福岡バス停下車徒歩10分
- 東武東上線上福岡駅北口より西武バス（大宮駅西口行き）下福岡バス停下車徒歩10分